# Rose Marie Antoinette Blommers-Schlösser

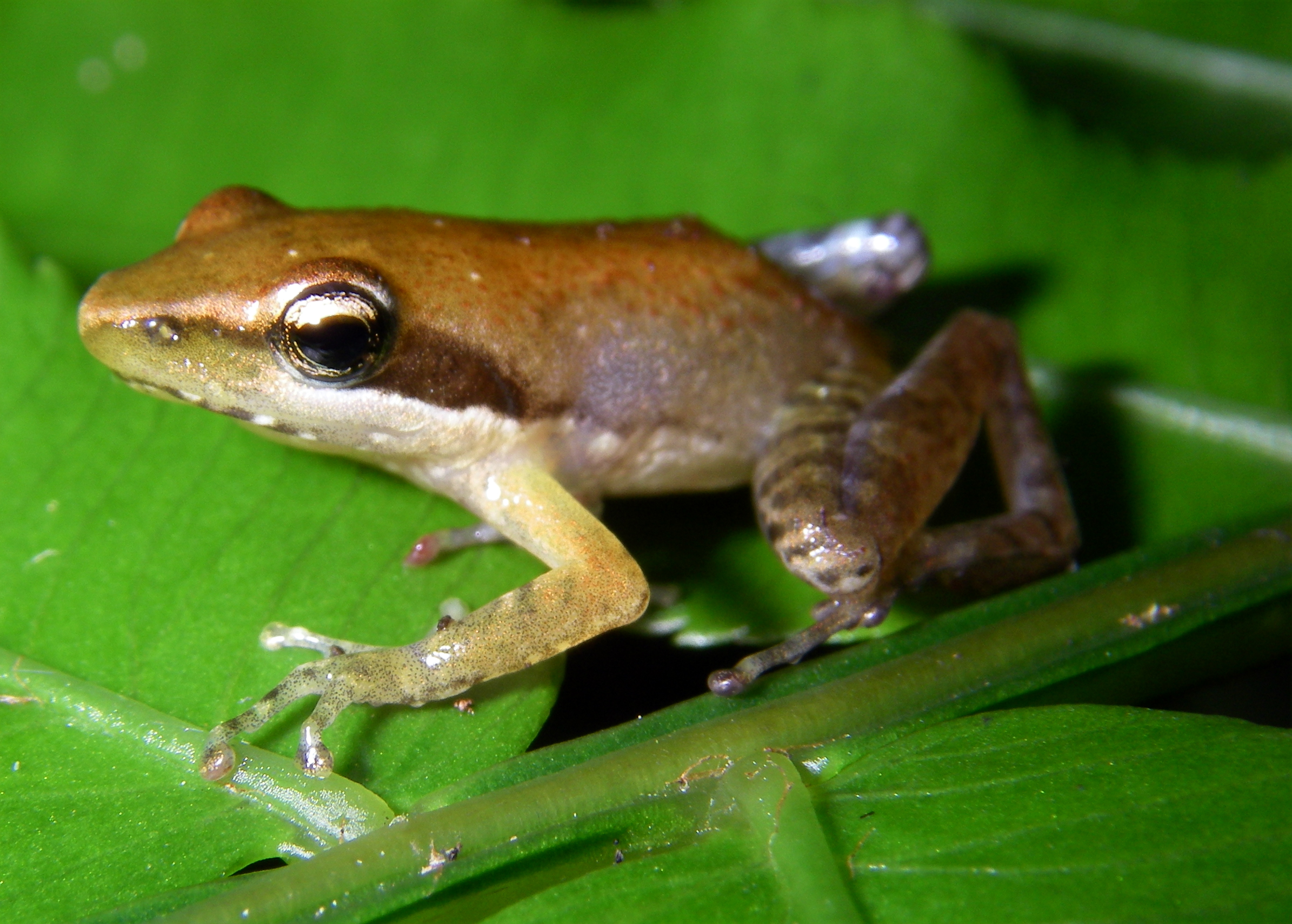
Zowel de geslachtsnaam als de soortaanduiding van de kikker Blommersia blommersae zijn een eerbetoon aan Blommers-Schlösser.

Rose Marie Antoinette Blommers-Schlösser (Eindhoven, 1944) is een Nederlandse entomoloog en herpetoloog.
Blommers-Schlösser promoveerde in 1980 aan de Universiteit van Amsterdam met een proefschrift over de biosystematiek van kikkers in Madagaskar. 
Ze beschreef vaak samen met andere herpetologen verschillende soorten kikkers, voorbeelden zijn Boophis mandraka en Guibemantis punctatus. Ook het geslacht Paradoxophyla werd door haar beschreven. 
Het geslacht Blommersia is vernoemd naar Blommers-Schlösser. Ook de soortaanduidingen van de kikkersoorten Boophis blommersae en Blommersia blommersae zijn een eerbetoon aan haar.